# Galerie San Salvador
De Galerie San Salvador in de Belgische stad Brugge was een van de belangrijkste locaties voor kunsttentoonstellingen in die stad tijdens het interbellum. Ze werd gerund door E. en A. Van Loocke, handelaars in kunstenaarsbenodigdheden en in kunstwerken, aan de Steenstraat 79.
Er was een eigen tijdschrift San Salvador Bulletin dat verscheen vanaf 1925. Heel wat Brugse - en bij uitbreiding Vlaamse - kunstenaars stelden er tentoon. Het is opvallend dat het vooral om meer traditioneel werkende kunstenaars ging. De naam van de galerie verwees naar de nabije Sint-Salvatorskathedraal.

## Uit het palmares van de galerie San Salvador
- 1924 : Georges De Sloovere
- 1924 : Groep Lumière
- 1925 : Schilders van het Brugs Begijnhof
- 1925 : Groep Lumière
- 1925 : Leo Lanckneus
- 1925 : Georges De Sloovere
- 1925 : Leo Mechelaere
- 1926 : Georges De Sloovere
- 1926 : Charles Simoen (Karel Simons)
- 1926 : Michel Poppe
- 1926 : Alfons Blomme
- 1927 : Leon Lanckneus
- 1927 : Joseph Neutens
- 1927 : Leo Mechelaere
- 1935 : Gaston-Frank De Craeke
- 1935 : Leo Vandersmissen
- 1935 : Frans Vandersmissen
- 1935 : Fernand Coevoet
- 1936 : Frans Vandersmissen
- 1936 : August Costenoble
- 1936 :  Leo Vandersmissen
- 1936 : Gaston-Frank De Craeke
- 1936 : Emile Rommelaere
- 1937 : Gaston-Frank De Craeke
- 1937 : Luc Kaisin
- 1937 : Georges De Sloovere
- 1938 : Fernand Coevoet
- 1938 : Leo Vandersmissen
- 1938 : Joseph Neutens
- 1938 : Louis Clesse
- 1940 : Joseph Neutens
- 1940 : Arthur Haegebaert
- 1941 : Arthur Haegebaert
- 1941 : Joseph Neutens
- 1941 : Georges De Sloovere
- 1941 : Emile Rommelaere
- 1941 : Leon Dieperinck
- 1942 : Christine Fonteyne-Poupaert
- 1942 : Fernand Coevoet
- 1942 : Leo Vandersmissen
- 1942 : Léon Dieperinck
- 1942 : Leo Mechelaere
- 1942 : Albert Setola
- 1943 : Arthur Haegebaert (postuum)
- 1943 : Simonne Billiet
- 1943 : Leon Dieperinck
- 1943 : Leo Vandersmissen
- 1943 : Joseph Neutens
- 1943 : Frans Vandersmissen
- 1944 : Georgette Ryelandt
- 1944 : Jacob Le Mair
- 1944 : Leo Vandersmissen
- 1944 : Léon Dieperinck
- 1946 : Fernand Coevoet
- 1947 : Jacob Le Mair
- 1949 : Tentoonstelling West-Vlaamse Kunstkring